# Lago Joseph
O Lago Joseph é um lago de água doce localizado na província de Ontário, Canadá.